# جاي (ممثل)
جاي هو ممثل هندي، ولد في 6 أبريل 1985 في الهند.

## الحياة الشخصية
صرح جاي، الذي ولد في عائلة من الموسيقيين، أن الموسيقى كانت قريبة من قلبه وأنها أثرت عليه في "سنوات نموه"، ولا سيما الفضل في ذلك لعمه الملحن ديفا . أكمل تعليمه في مدرسة لامك، فالاسارافكام ، تشيناي. أكمل الصف الخامس في لوحة المفاتيح من كلية ترينيتي بلندن وقال إنه يحب المشاركة في المؤلفات الموسيقية لأفلامه. لقد أطلق على نفسه لقب "المعجب الكبير" بعمل يوفان شانكار رجا ، قائلاً إنه "كثيرًا ما كان يحلم بتجاوز عمله كملحن يومًا ما". 
وفي مقابلة مع أناندا فيكاتان ، أكد على ما تردد حول اعتناقه الإسلام ، أنه يمارس الإسلام منذ سبع سنوات ويفكر في تغيير اسمه إلى أجيش جاي في المستقبل.   

## مهنة السباق
جاي هو أيضًا متسابق سيارات . "مجنون بالسباقات" منذ طفولته، قال إنه ألهمه الممثل التاميل أجيث كومار للدخول في السباق.  في يونيو 2014، شارك في أول بطولة له لسباق السيارات، وهي بطولة JK Tire الوطنية لسباق السيارات في مضمار سباق إيرونغاتوكوتاي في سريبيرومبودور . 

## أعمال

### أفلام
- (2008) سبرامانيابورام

## وصلات خارجية
- جاي على موقع IMDb (الإنجليزية)
- جاي على موقع قاعدة بيانات الفيلم (الإنجليزية)